# Authaemon poliophora
Authaemon poliophora är en fjärilsart som beskrevs av Turner 1919. Authaemon poliophora ingår i släktet Authaemon och familjen mätare. Inga underarter finns listade i Catalogue of Life.